# Výřez

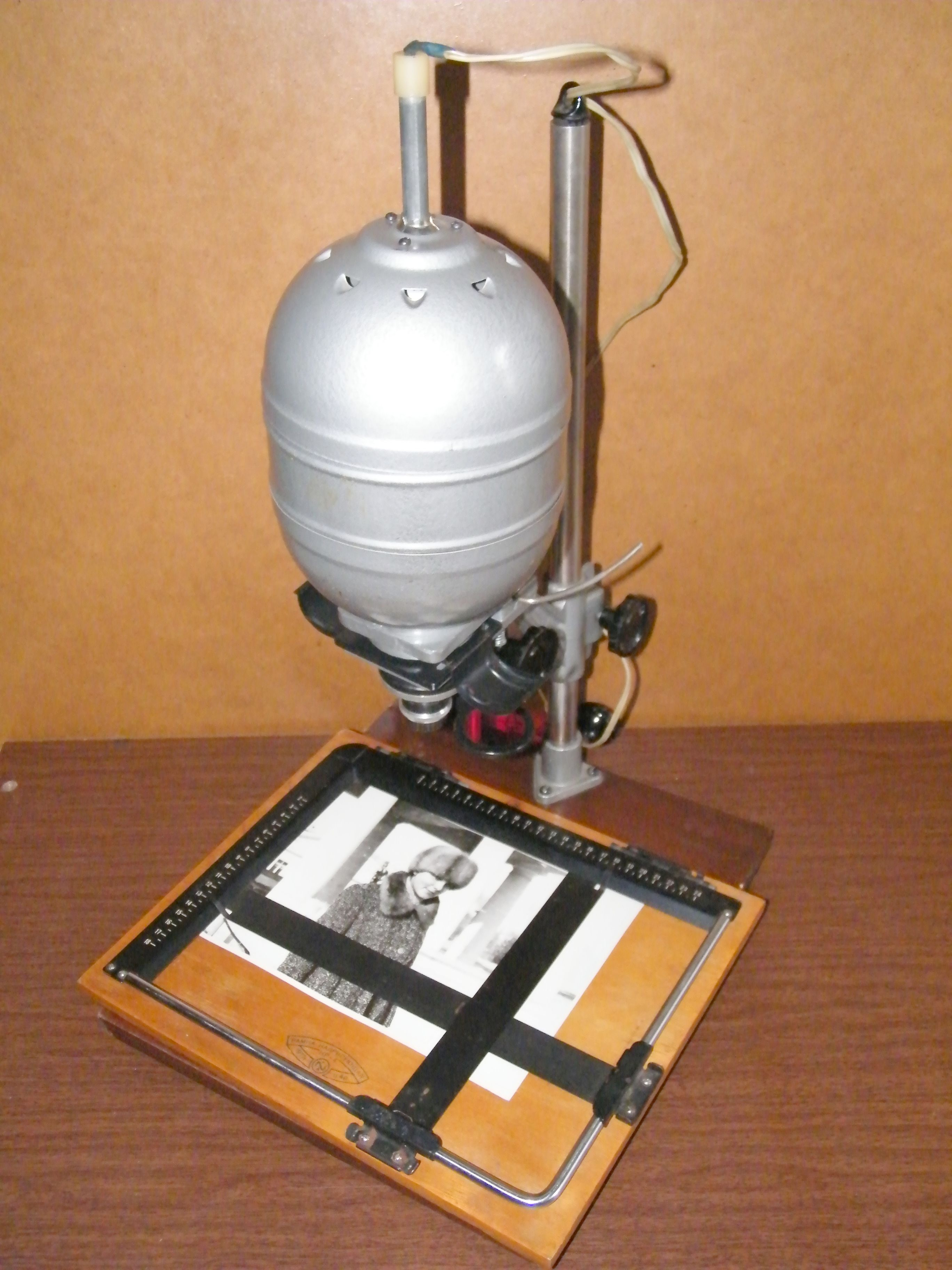
Zvětšovací přístroj Junosť s maskovacím rámečkem, který určuje výřez, SSSR, 1977

Dorothea Langeová: Japonci v relokačním centru čekají ve frontě na oběd, Manzanar, Kalifornie, 1942; autorka odstranila ořezem rušivé prvky

Výřez nebo ořez fotografií, filmů nebo videa spočívá ve volbě určitého úhlu kamery, úhlu záběru a jeho směru, stejně jako úhel a typ objektivu za účelem získání potřebného umístění objektů v hledáčku fotoaparátu a později na výsledném snímku. Oříznutí odstraňuje okrajové části obrazu, zkvalitňuje rámování a kompozici, zvýrazňuje předměty nebo mění poměr stran. V závislosti na aplikaci, může to být proveden na hotové fotografii, uměleckém díle či filmovém záznamu, nebo digitálně pomocí softwaru pro úpravu snímků. Ve filmu a videu se ořezu věnuje autor mnohem více, než při fotografování na film nebo digitální fotoaparát. Možnost opravit nepřesnosti videozáběrů je mnohem horší než u fotografie.

## Nástroje
Výřez v tisku nebo při úpravě obrázků označuje výběr hranic a formátu fotografií, které jsou k dispozici na negativu, diapozitivu nebo v souboru obsahující obrázek. Obvykle se používá k vytvoření harmoničtějšího nebo vizuálně přijatelného obrazu.
Maskovací rám – zařízení, které upevňuje fotografický papír na stole pod zvětšovacím přístrojem ve správné pozici a poloze. Disponuje pohyblivým rámem, s pomocí kterého lze nastavit výřez při zvětšování fotografie.
Ořez v polygrafickém průmyslu – výběr části z rámu, originálního zobrazení používané k jeho prezentaci v tiskovém vydání; zpravidla zvětšeném.
Ořez na internetu – ořezávání velké fotografie až do chvíle, kdy zůstane pouze požadovaný objekt.

## Účel
Umožňuje odstranit ze záběru všechny irelevantní a rušivé prvky a náhodné předměty. Oříznutí umožňuje vytvořit zvláštní vizuální akcent na důležitou součást pořízeného snímku.

## Příklady

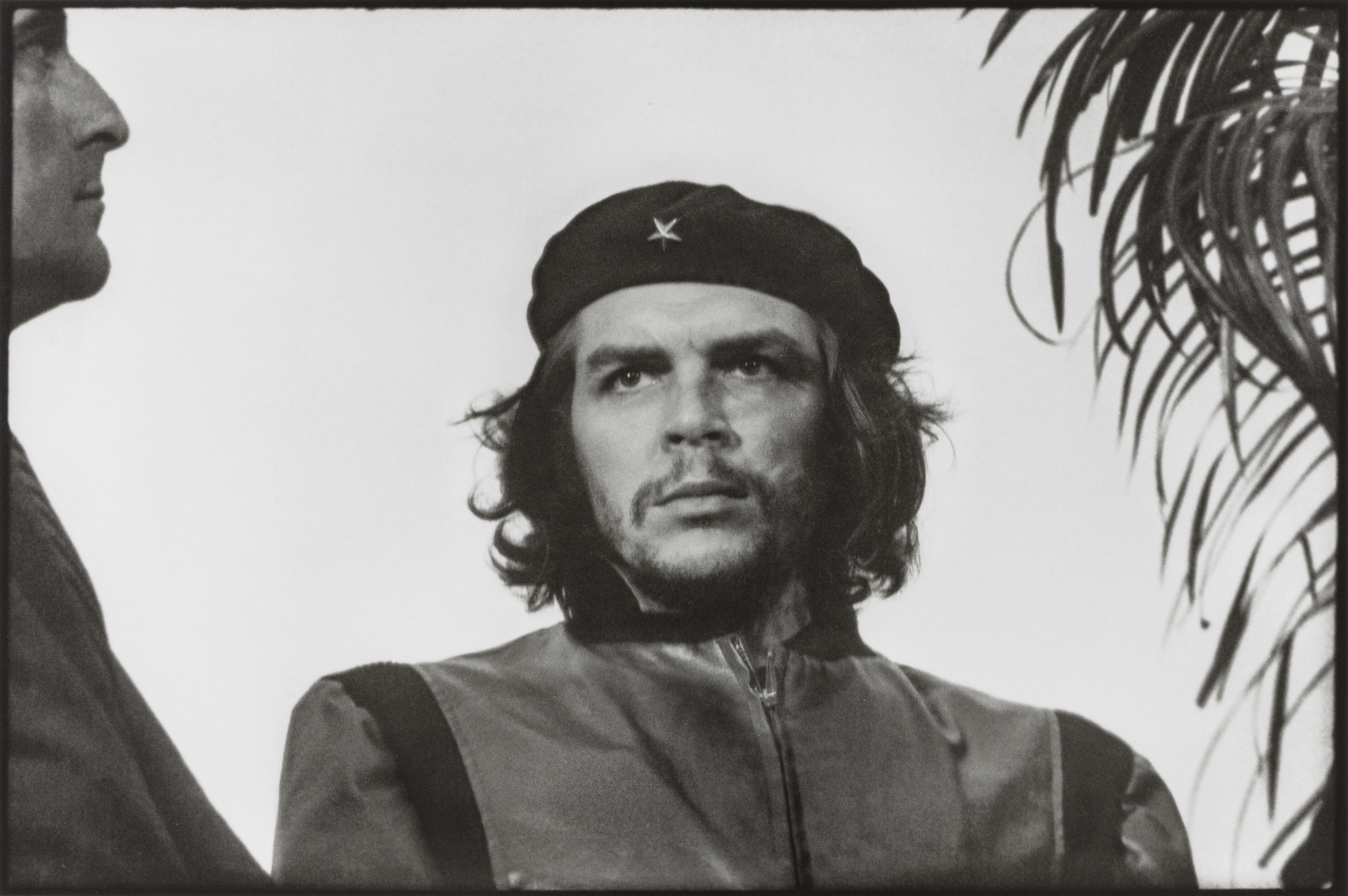
Guerrillero Heroico – slavná Che Guevarova fotografie od Alberta Kordy; původní negativ
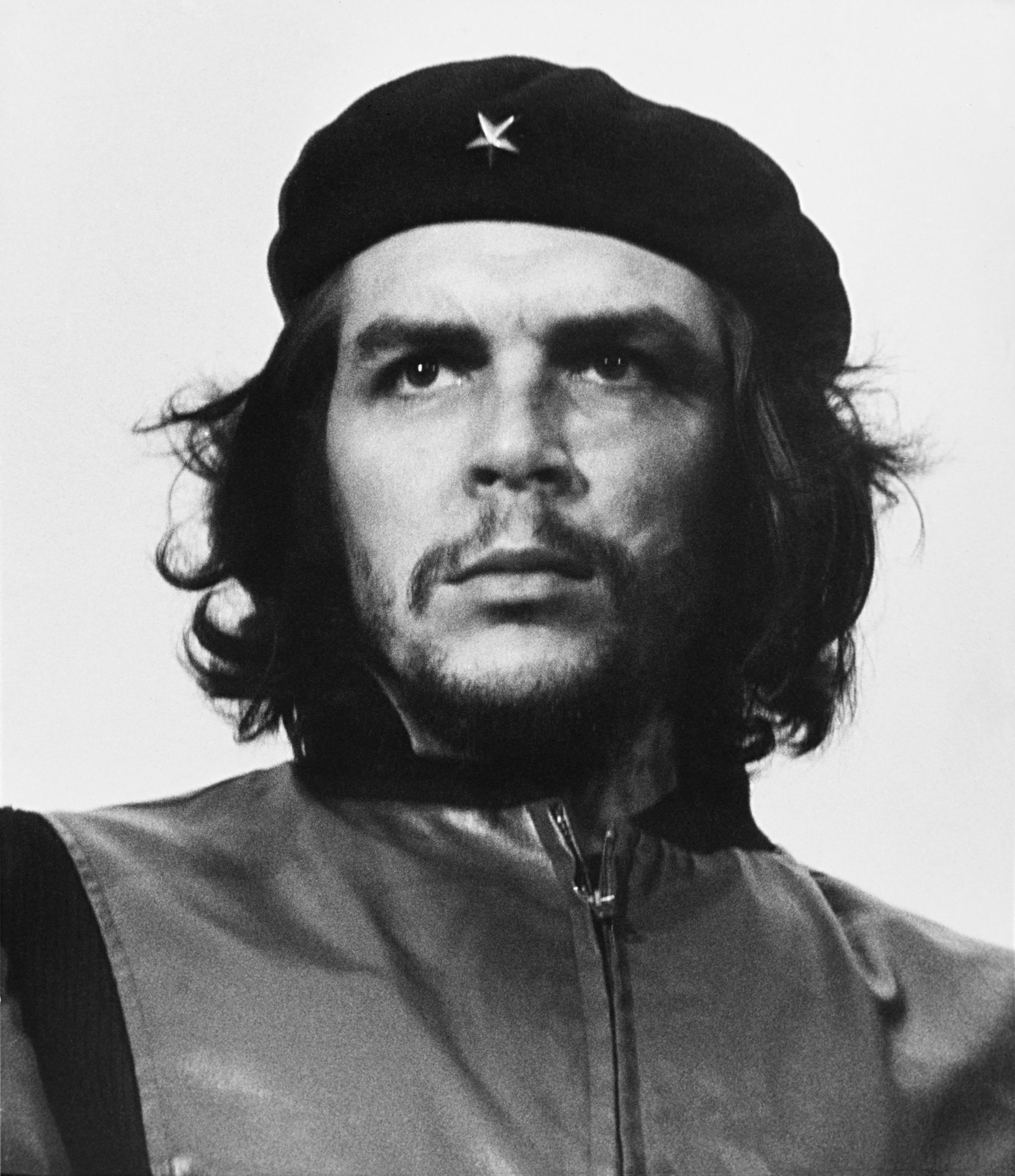
Populární ořezaná verze fotografie, ořezem se odstranily rušivé prvky vlevo a vpravo
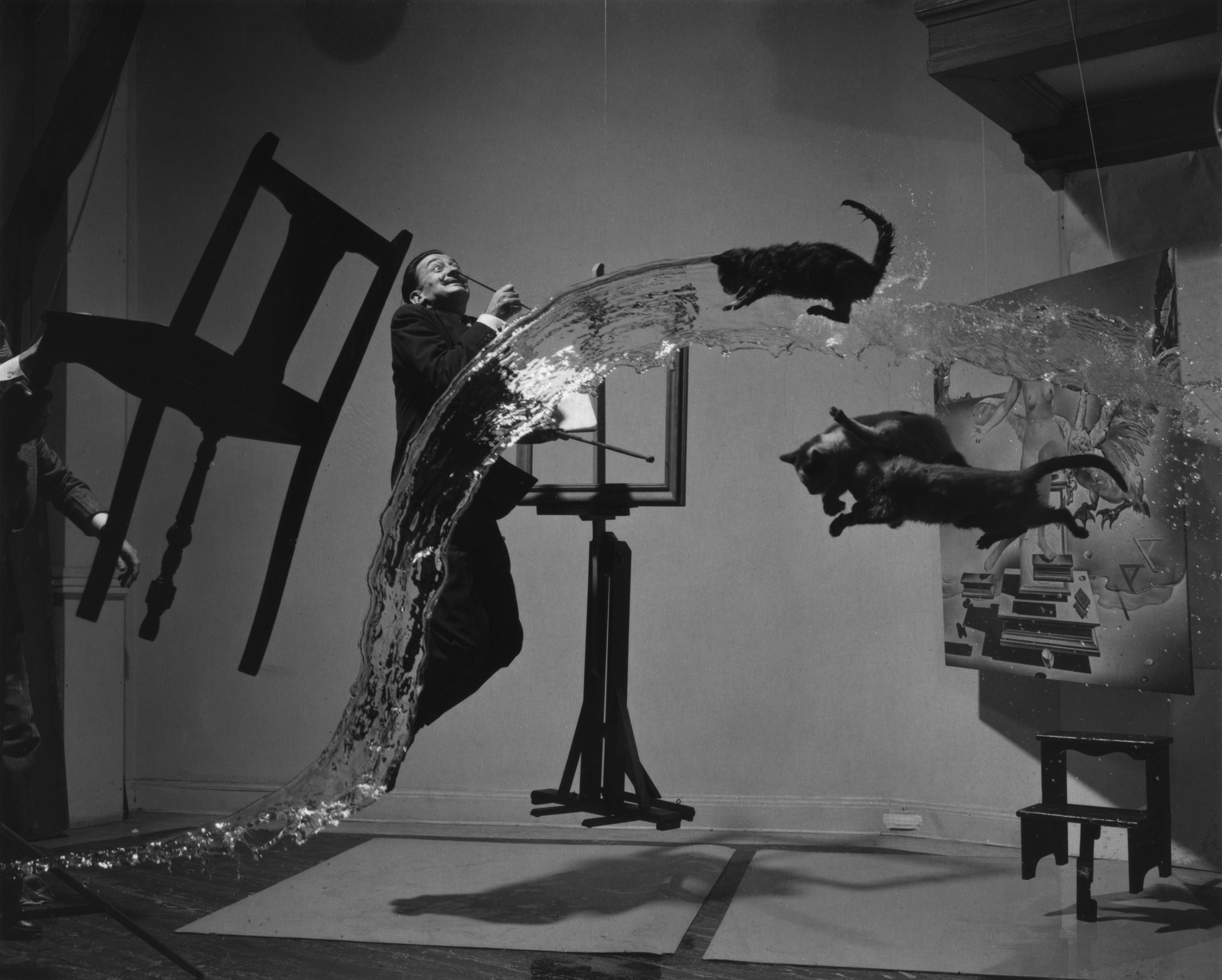
Philippe Halsman: Dali Atomicus (negativ 1948), neořezaná zvětšenina z roku 1969-1970, na které je vlevo vidět ruka držící židli
Rondal Partridge: Mladý mechanik a uchazeč o zaměstnání vyplňuje testy společnosti Lockheed Aircraft Corporation, Oakland, Kalifornie, 1940; autor ořízl rušivé prvky
Dorothea Langeová: Evakuované osoby japonského původu tráví horké letní odpoledne v centru válečného relokačního centra Manzanar, Kalifornie, 1942
Dorothea Langeová: Evakuovaní občané pracují na svých "hobby zahrádkách" o velikosti 25x130 cm, na kterých pěstují zeleninu pro vlastní potřebu, Relokační centrum Manzanar, Kalifornie, 1942
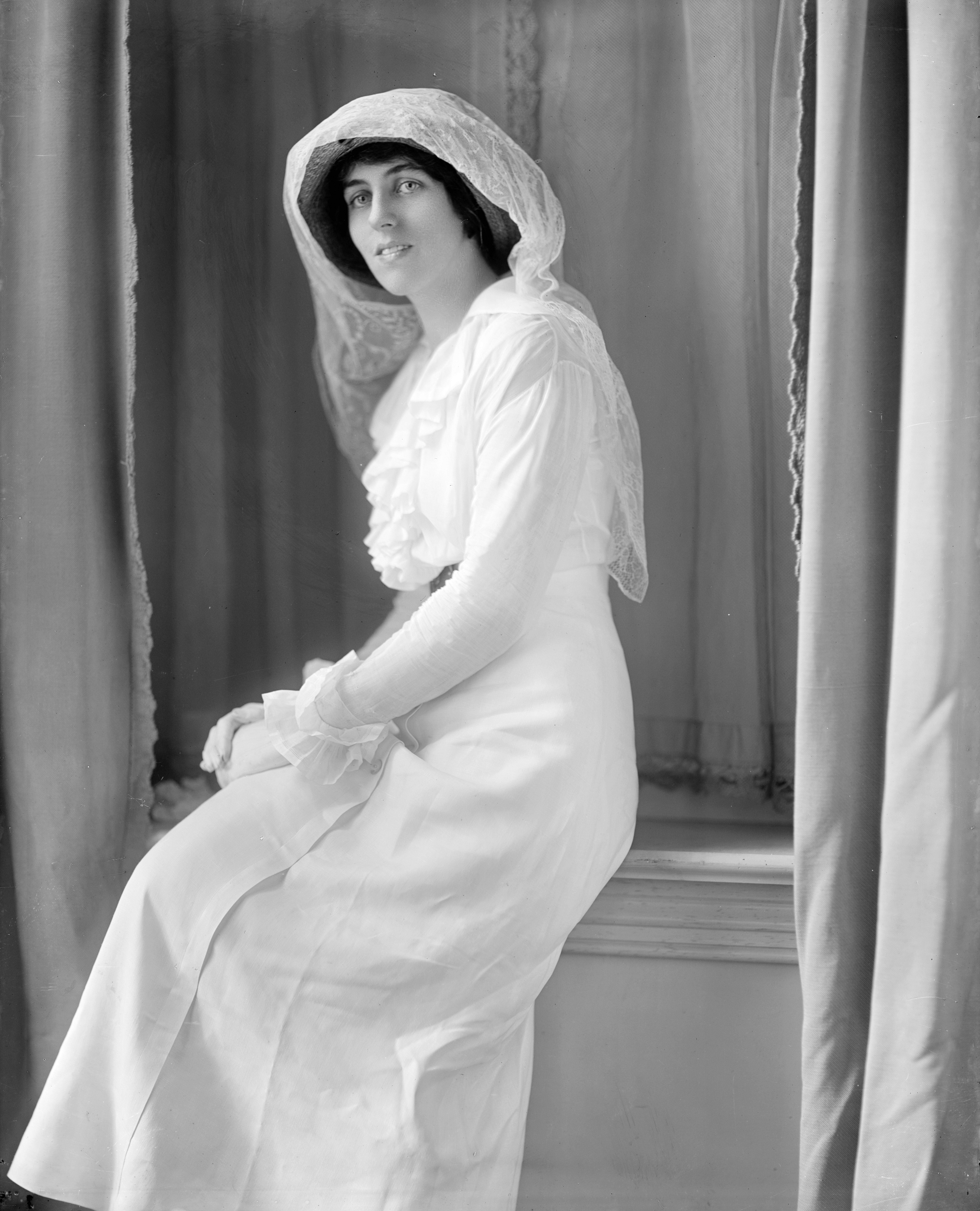
Harris & Ewing photo studio: Eleanor Randolph Wilson
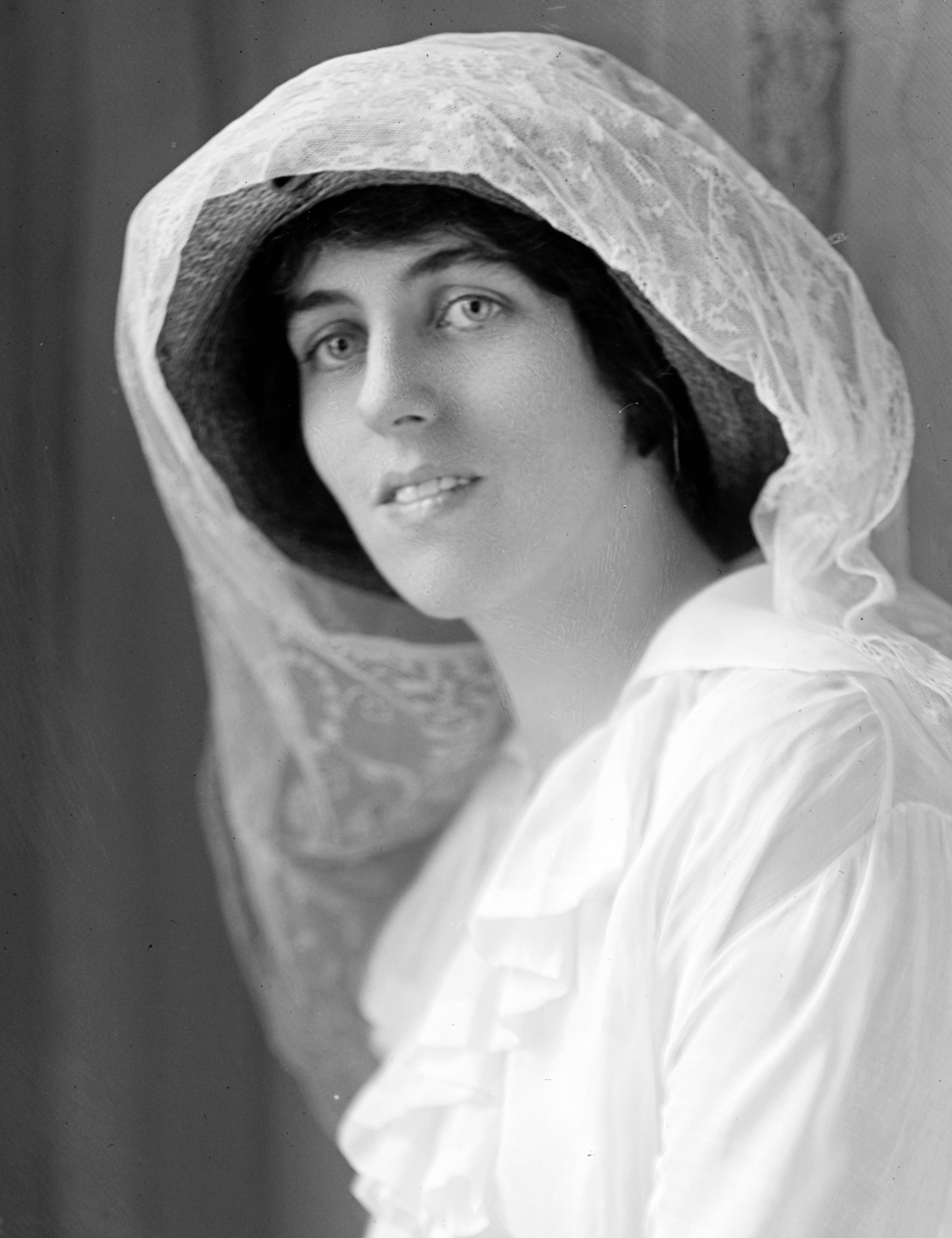
Harris & Ewing photo studio: Eleanor Randolph Wilson, detail